# M320
Подствольный гранатомёт M320 был создан для замены подствольного гранатомёта M203. Пикатинским арсеналом был произведен конкурс на новый 40 мм подствольный гранатомёт. Конкурс был выигран компанией Heckler & Koch в начале 2006 года. M320 был произведен на основе Heckler & Koch AG36, но они не полностью идентичны. Производство было начато в ноябре 2008 года.
Гранатомёт был официально представлен в июле 2009 года в Форт-Брэгг (Северная Каролина) 1-й бригадой 82-й воздушно-десантной дивизии США.

## Описание

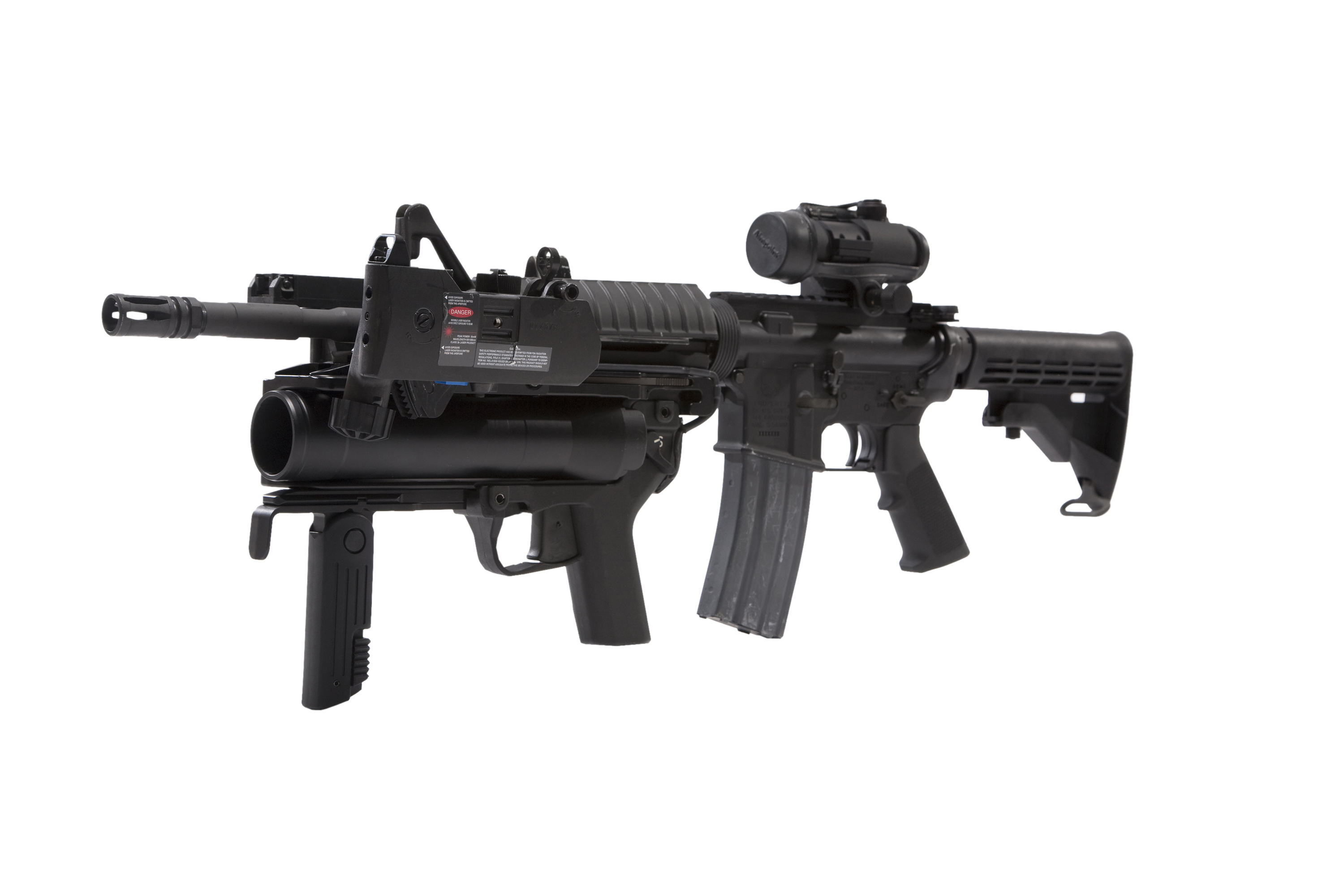
Подствольный гранатомёт M320 с электронной системой прицеливания, смонтированный на карабине M4

Гранатомёт M320 состоит из 3 главных частей: пусковой установки, прибора дневного/ночного видения производства компании Insight Technology Inc и ручного лазерного дальномера. Вот некоторые из преимуществ М320:
- M320 можно использовать двумя способами. Он может быть смонтирован под стволом на винтовки M16 и M4, или может использоваться сам по себе.
- Прибор ночного видения позволяет эффективно использовать гранатомёт в темноте.
- Прицел на гранатомёте складной. Это позволяет избежать проблем, которые встречались у модели M203. Прицел на M203 был смонтирован сверху пусковой установки, что может мешать прицеливанию из винтовки, для решения этой проблемы прицел сделали складным. На M203 для установки гранатомёта требуется произвести две операции: установку гранатомёта на винтовку и настройку прицела на ноль.
- M320 может стрелять всеми гранатами НАТО — фугасными, дымовыми и осветительными.
- В случае осечки при выстреле из гранатомёта M320 достаточно повторно нажать на спусковой крючок, так как используется самовзводный спусковой механизм. На гранатомёте M203 для проведения повторного выстрела требовалось дополнительно взвести затвор.
- Лазерный дальномер помогает определять расстояние до цели на расстоянии более 100 метров, что помогает повысить точность попадания.

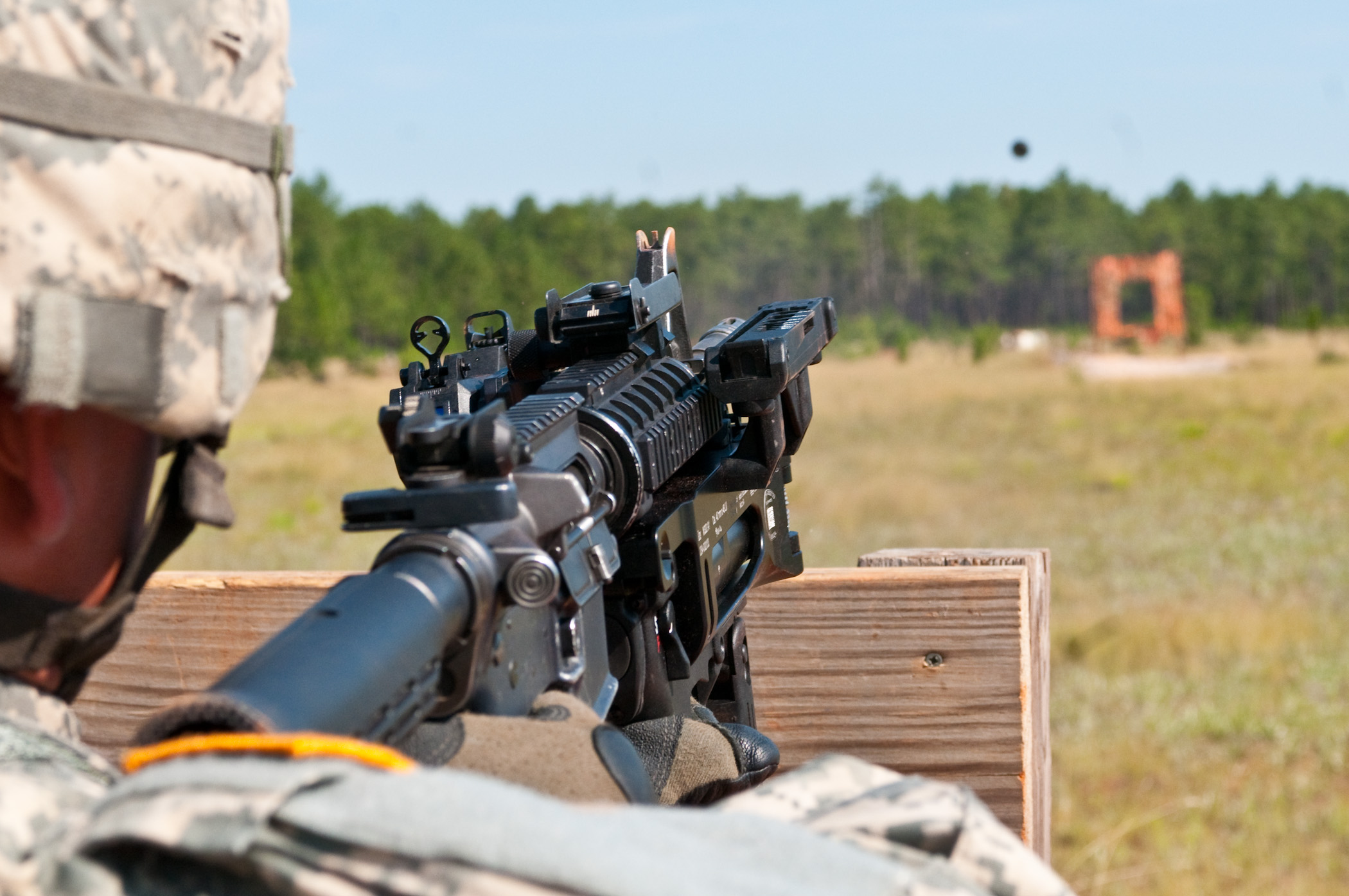
Тренировка с M320

## Эксплуатанты
- Великобритания[4]
- Германия[4] — бундесвер
- Канада[4]
- Малайзия[4]
- Норвегия[4] — подразделения NORSOCOM[5]
- США[4] — Армия США, Корпус морской пехоты США, ВВС США
- Филиппины[4]
- Украина[4]